# 第1回オースティン映画批評家協会賞
第1回オースティン映画批評家協会賞は、オースティン映画批評家協会が2005年の映画に贈る賞である。

## トップ10
1. 『クラッシュ』
2. 『イカとクジラ』
3. 『シン・シティ』
4. 『ハッスル&フロウ』
5. 『カポーティ』
6. 『ミュンヘン』
7. 『シリアナ』
8. 『ブロークバック・マウンテン』
9. 『オールド・ボーイ』
10. 『グッドナイト&グッドラック』

## 受賞
- 作品賞:
  - 『クラッシュ』

- 監督賞:
  - ポール・ハギス - 『クラッシュ』

- 主演男優賞:
  - フィリップ・シーモア・ホフマン - 『カポーティ』

- 主演女優賞:
  - リース・ウィザースプーン - 『ウォーク・ザ・ライン/君につづく道』

- アニメ映画賞:
  - 『シン・シティ』

- ドキュメンタリー映画賞:
  - 『マーダーボール』

- 外国語映画賞:
  - 『オールド・ボーイ』 ( 韓国)

- 脚色賞:
  - 『ブロークバック・マウンテン』 - ダイアナ・オサナ、ジェームズ・シェイマス

- 脚本賞:
  - 『イカとクジラ』 - ノア・バームバック

- 助演男優賞:
  - ウィリアム・ハート - 『ヒストリー・オブ・バイオレンス』

- 助演女優賞:
  - ローラ・リニー - 『イカとクジラ』

- ブレイクスルー・アーティスト賞:
  - テレンス・ハワード - 『クラッシュ』、『ハッスル&フロウ』

- 第一回作品賞:
  - クレイグ・ブリュワー - 『ハッスル&フロウ』

- オースティン映画賞:
  - 『シン・シティ』 - ロバート・ロドリゲス

| オースティン映画批評家協会賞 | オースティン映画批評家協会賞                   | オースティン映画批評家協会賞      |
| ---------------------------- | ---------------------------------------------- | --------------------------------- |
| -                            | 第1回オースティン映画批評家協会賞 （2005年度） | 次回（2006年度）                  |
| -                            | 第1回オースティン映画批評家協会賞 （2005年度） | 第2回オースティン映画批評家協会賞 |